# 巴拉諾維奇平原
巴拉諾維奇平原是白俄羅斯的平原，由布列斯特州和格羅德諾州負責管轄，長90公里、寬60公里，面積2,200平方公里，平均海拔高度180至190米，最高點海拔高度218米。